# El son de la raó produeix monstres

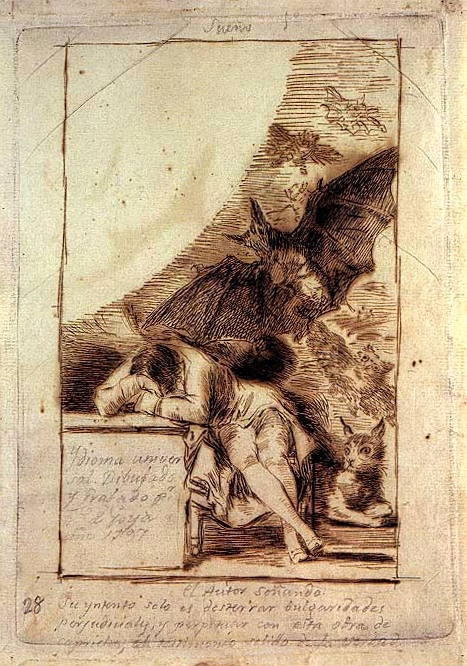
Dibuix preparatori

L'aiguafort El son de la raó produeix monstres (en castellà: El sueño de la razón produce monstruos) és un gravat de la sèrie Els Capritxos del pintor espanyol Francisco de Goya. Té el número 43 en la sèrie de 80 estampes. Es va publicar el 1799.

## Interpretacions de l'estampa
Hi ha diversos manuscrits contemporanis que expliquen les làmines de Els Capritxos. El que hi ha al Museu del Prado es té com a autògraf de Goya, però sembla més aviat que cerqui un significat moralitzant que encobreixi significats més arriscats per a l'autor. Altres dos, el que va pertànyer a Ayala i el que es troba a la Biblioteca Nacional, realcen la part més escabrosa de les làmines.
- Explicació d'aquesta estampa del manuscrit del Museu del Prado: La fantasía abandonada de la razón produce monstruos imposibles: unida con ella es madre de las artes y origen de las maravillas.[2] (en català: "La fantasia abandonada de la raó produeix monstres impossibles: unida amb ella és mare de les arts i origen de les meravelles")

- Manuscrit d'Ayala: La fantasía abandonada de la razón produce monstruos, y unida con ella es madre de las artes. (en català: "La fantasia abandonada de la raó produeix monstres, i unida amb ella és mare de les arts")

- Manuscrit de la Biblioteca Nacional: Portada para esta obra: cuando los hombres no oyen el grito de la razón, todo se vuelve visiones. (en català: "Portada per a aquesta obra: quan els homes no escolten el crit de la raó, tot esdevé visions")